# Chrysler Conquest
Chrysler Conquest – samochód sportowy klasy średniej produkowany pod amerykańską marką Chrysler w latach 1987 – 1989. 

## Historia i opis modelu

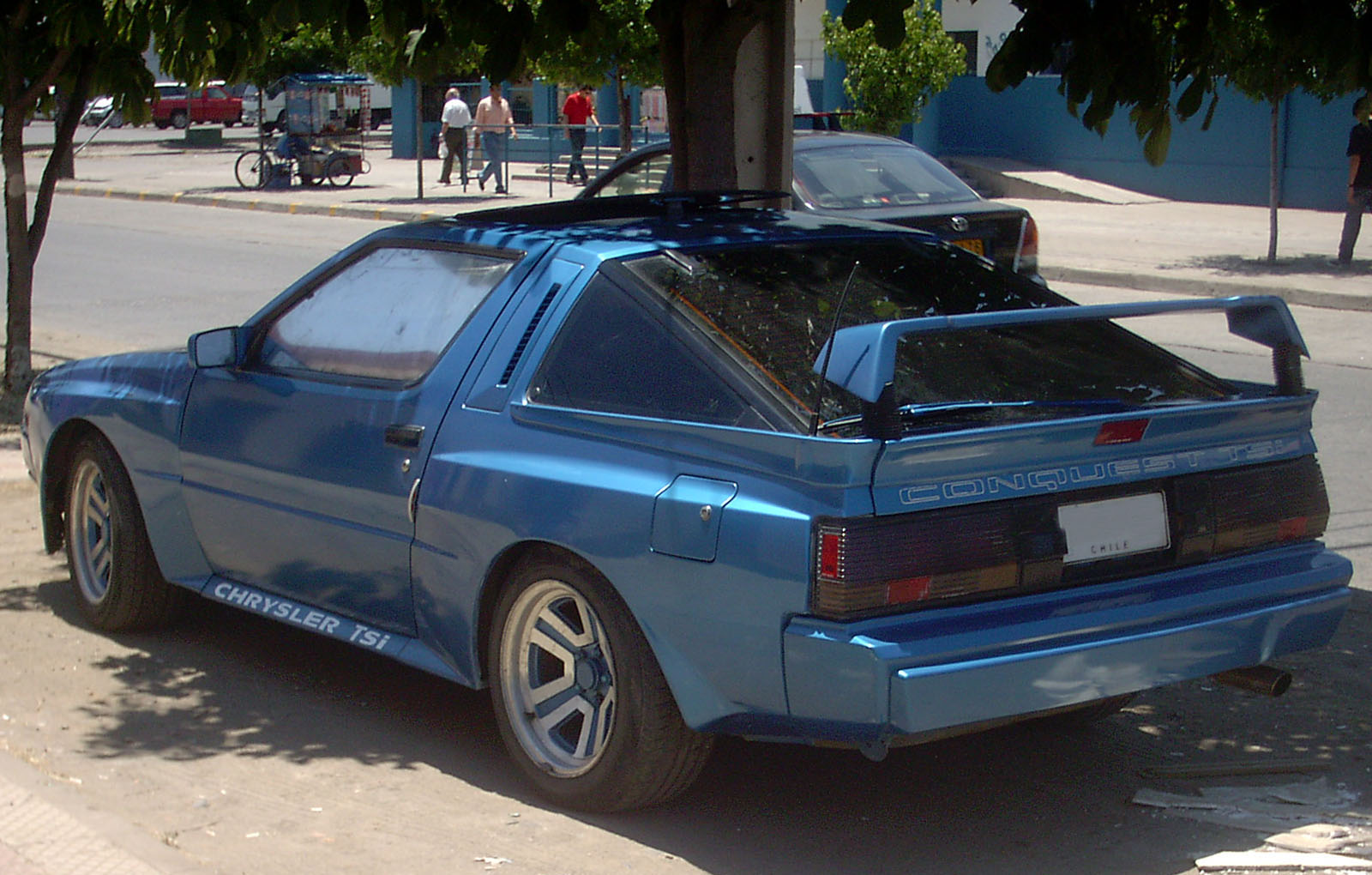
Chrysler Conquest - tył

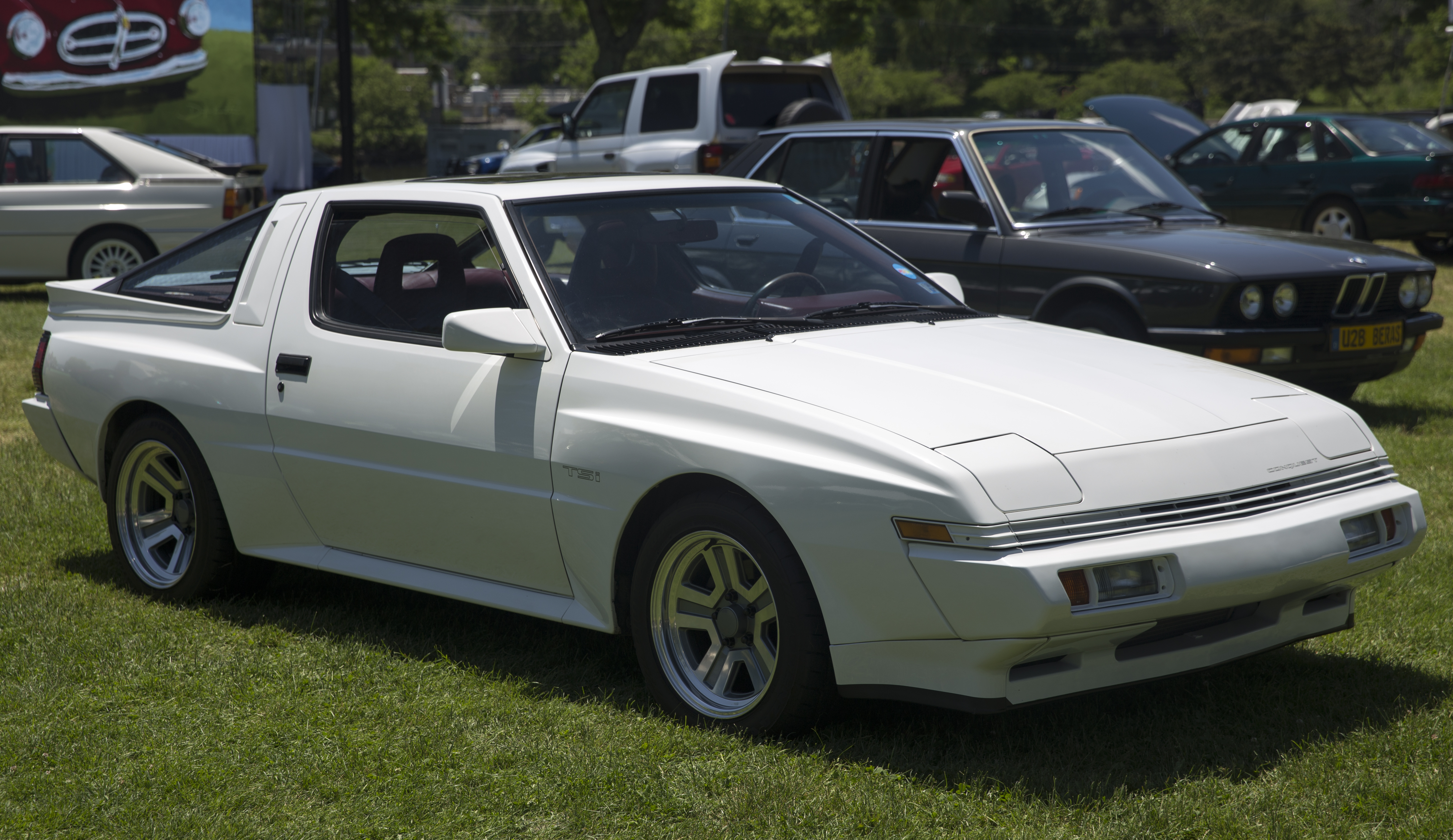
Chrysler Conquest TSi

W ramach zmian w polityce nazewniczej w ramach marek koncernu Chryslera, bliźniacze modele Dodge Conquest i Plymouth Conquest zostały przemianowane na jeden model pod nową marką - tym razem jako Chrysler Conquest. Podobnie jak poprzednicy, tak i teraz Conquest był bliźniaczą odmianą równolegle oferowanego w Ameryce Północnej Mitsubishi Starion. Samochód odróżniał się wizualnie jedynie drobnym napisem na masce oraz klapie bagażnika. Produkcja trwała dwa lata, po czym samochód zniknął z rynku bez następcy, a nowy bliźniaczy model dla sportowego Mitsubishi ponownie zaczęto oferować pod marką Dodge jako Dodge Stealth.

### Wersje wyposażeniowe
- LE
- TSi
- Technica

### Silniki
- L4 2.0l 4G63
- L4 2.6l 4G54